# João Gonçalves (músico)
João Gonçalves (Campina Grande, 29 de maio de 1936 - 21 de junho de 2021) foi um compositor brasileiro, conhecido por compor músicas em duplo sentido especialmente no forró e brega.
Um de seus sucessos foi Severina Xique-Xique, gravado na voz de Genival Lacerda e lançado em 1985. Outros artistas também já gravaram algumas de suas músicas, dentre eles estão Dominguinhos e Elba Ramalho, entre outros.